# Butylacétylaminopropanoate d'éthyle
Le butylacétylaminopropanoate d'éthyle ou butylacétylaminopropionate d'éthyle ou IR3535 (nom de marque de Merck KGaA, abrégé de Insect Repellent 3535) est un composé organique de la famille des esters carboxyliques et des acétamides. Il est utilisé comme insectifuge. Pour les humains et les animaux, il est efficace contre les moustiques, les tiques, les mouches, les puces et les poux. Le butylacétylaminopropanoate d'éthyle est donc un insectifuge de synthèse classé en outre comme biopesticide par l'EPA. Il a été utilisé en Europe vingt ans avant son enregistrement en février 1999 auprès de l'EPA en tant qu'ingrédient actif. L'effet du butylacétylaminopropanoate d'éthyle contre Anopheles gambiae dans des essais sur le terrain a été plus faible que celle du diéthyltoluamide et de l'icaridine.
IR3535 est une marque enregistrée de Merck KGaA, utilisée exclusivement par celle-ci et ses licenciés autorisés comme nom commercial du butylacétylaminopropanoate d'éthyle,.

## Chimie

IR3535 et bêta-alanine

La structure de l'IR3535 est basée sur l'alanine et la bêta-alanine. L'EPA a classé l'IR3535 comme une substance biochimique basée sur le fait qu'elle est «fonctionnellement identique» à la bêta-alanine: les insectes repoussés et les groupes terminaux de l'IR3535 ne sont pas susceptibles de contribuer à sa toxicité.